# Clic Air
EasyFly SA est un transporteur aérien régional qui opère en Colombie. Les opérations ont commencé en octobre 2007. Sa base principale est l'aéroport international El Dorado de Bogotá. Alfonso Ávila, le fondateur d'EasyFly, a également été l'un des fondateurs d'Aero República en 1992.

## L'histoire
La compagnie aérienne a été fondée en 2006 par Alfonso Ávila et d'autres partenaires. Ses premiers appareils ont été loués, des British Aerospace Jetstream 41. Après avoir eu 9 routes approuvées, les opérations ont commencé le 10 octobre 2007 avec seulement deux routes: Barrancabermeja et Arauca au départ de Bogotá.
Entre novembre 2007 et janvier 2008, de nouvelles routes ont été ouvertes vers les villes d' Armenia, Cartago, Yopal, Ibague et Villavicencio.
En 2010, 7 appareils sont entrés dans la flotte et en 2012 une nouvelle base a été inaugurée à l' aéroport international Ernesto Cortissoz.
En 2016, la compagnie acquiert son premier ATR 42-500.
EasyFly ajoute à partir de 2018 les ATR 42-600 et ATR 72-600 à sa flotte afin d'assurer le renouvellement et le développement de celle-ci.
En 2018, easyGroup, le possesseur de la licence de la marque easyJet, a entamé des poursuites judiciaires contre EasyFly et EasySky basé au Honduras pour l'utilisation du préfixe «easy».
Une compagnie aérienne cargo non connectée basée à Dhaka, Easy Fly Express, baptisée «easyFly» a également été poursuivie par easyGroup. Une déclaration d'easyGroup d'avril 2019 axée sur cette affaire indiquait qu'une plainte contre EasyFly en Colombie était en cours.
En 2019, les British Aerospace Jetstream 41 sont sortis de la flotte et laissent place à une flotte entièrement composée d'ATR

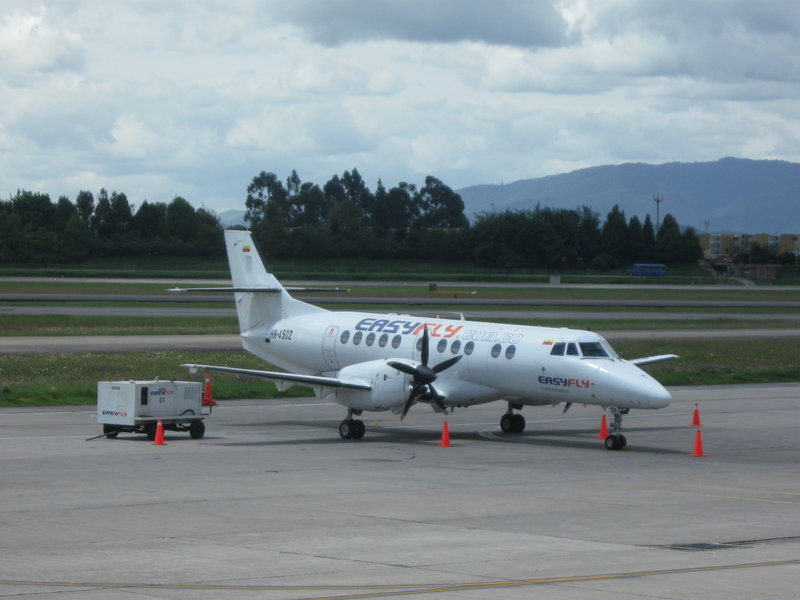
Un ancien BAe Jetstream 41 de la compagnie à l'aéroport international El Dorado

## Destinations
| Regular destinations              | Regular destinations              | Regular destinations              | Regular destinations              | Regular destinations                         | Centers of operations | Centers of operations | Centers of operations | Centers of operations | Centers of operations |
| Pays                              | Ville                             | AITA                              | OACI                              | Aéroports                                    | BOG                   | EOH                   | BGA                   | CLO                   | Others                |
| --------------------------------- | --------------------------------- | --------------------------------- | --------------------------------- | -------------------------------------------- | --------------------- | --------------------- | --------------------- | --------------------- | --------------------- |
| Colombie                          | Apartadó                          | APO                               | SKLC                              | Antonio Roldán Betancourt Airport            |                       | •                     |                       |                       | UIB                   |
| Colombie                          | Arauca                            | AUC                               | SKUC                              | Santiago Pérez Airport                       |                       |                       | •                     |                       | CUC                   |
| Colombie                          | Armenia                           | AXM                               | SKXM                              | El Edén International Airport                |                       | •                     |                       |                       |                       |
| Colombie                          | Bogotá                            | BOG                               | SKBO                              | Aeropuerto Internacional El Dorado           |                       |                       |                       |                       | --                    |
| Colombie                          | Bucaramanga                       | BGA                               | SKBG                              | Palonegro International Airport              |                       | •                     |                       | •                     | --                    |
| Colombie                          | Cali                              | CLO                               | SKCL                              | Alfonso Bonilla Aragón International Airport |                       |                       |                       |                       | --                    |
| Colombie                          | Cartagena                         | CTG                               | SKCG                              | Rafael Núñez International Airport           |                       |                       | •                     |                       |                       |
| Colombie                          | Corozal                           | CZU                               | SKCZ                              | Las Brujas Airport                           |                       | •                     |                       |                       |                       |
| Colombie                          | Cúcuta                            | CUC                               | SKCC                              | Camilo Daza International Airport            |                       | •                     | •                     |                       | AUC                   |
| Colombie                          | Florencia                         | FLA                               | SKFL                              | Gustavo Artunduaga Paredes Airport           | •                     |                       |                       |                       |                       |
| Colombie                          | Ibagué                            | IBE                               | SKIB                              | Perales Airport                              |                       | •                     |                       | •                     |                       |
| Colombie                          | Manizales                         | MZL                               | SKMZ                              | La Nubia Airport                             | •                     | •                     |                       |                       |                       |
| Colombie                          | Medellín                          | EOH                               | SKMD                              | Olaya Herrera Airport                        |                       |                       | •                     |                       | --                    |
| Colombie                          | Medellín                          | MDE                               | SKRG                              | José María Córdova International Airport     |                       |                       |                       |                       | MTR, PEI              |
| Colombie                          | Montería                          | MTR                               | SKMR                              | Los Garzones Airport                         |                       | •                     |                       |                       | BAQ, CTG, MDE         |
| Colombie                          | Neiva                             | NVA                               | SKNV                              | Benito Salas Airport                         | •                     |                       |                       | •                     |                       |
| Colombie                          | Pereira                           | PEI                               | SKPE                              | Matecaña International Airport               | •                     | •                     | •                     |                       | MDE                   |
| Colombie                          | Popayán                           | PPN                               | SKPP                              | Guillermo León Valencia Airport              | •                     |                       |                       |                       |                       |
| Colombie                          | Puerto Asís                       | PUU                               | SKAS                              | Tres de Mayo Airport                         | •                     |                       |                       | •                     |                       |
| Colombie                          | Quibdó                            | UIB                               | SKUI                              | El Caraño Airport                            | •                     | •                     |                       |                       | APO                   |
| Colombie                          | Valledupar                        | VUP                               | SKVP                              | Alfonso López Pumarejo Airport               |                       |                       |                       | •                     |                       |
| Colombie                          | Yopal                             | EYP                               | SKYP                              | El Alcaraván Airport                         | •                     |                       | •                     |                       |                       |
| Total: 22 destinations, 34 routes | Total: 22 destinations, 34 routes | Total: 22 destinations, 34 routes | Total: 22 destinations, 34 routes | Total: 22 destinations, 34 routes            | 8                     | 10                    | 6                     | 5                     | 6                     |

## Flotte

### Flotte actuelle

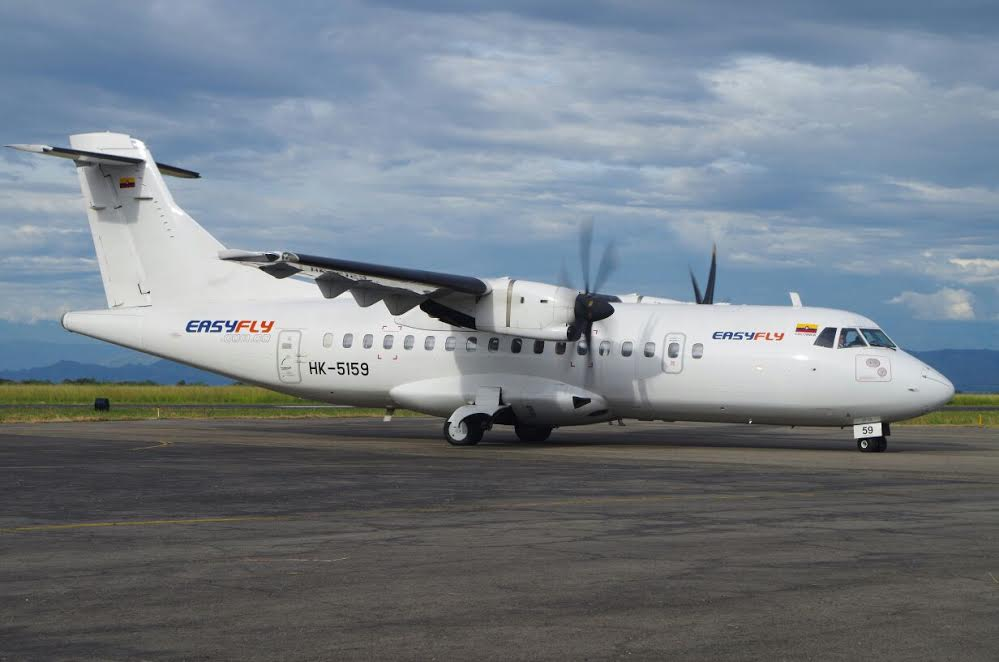
Un ATR 42-500 d'EasyFly

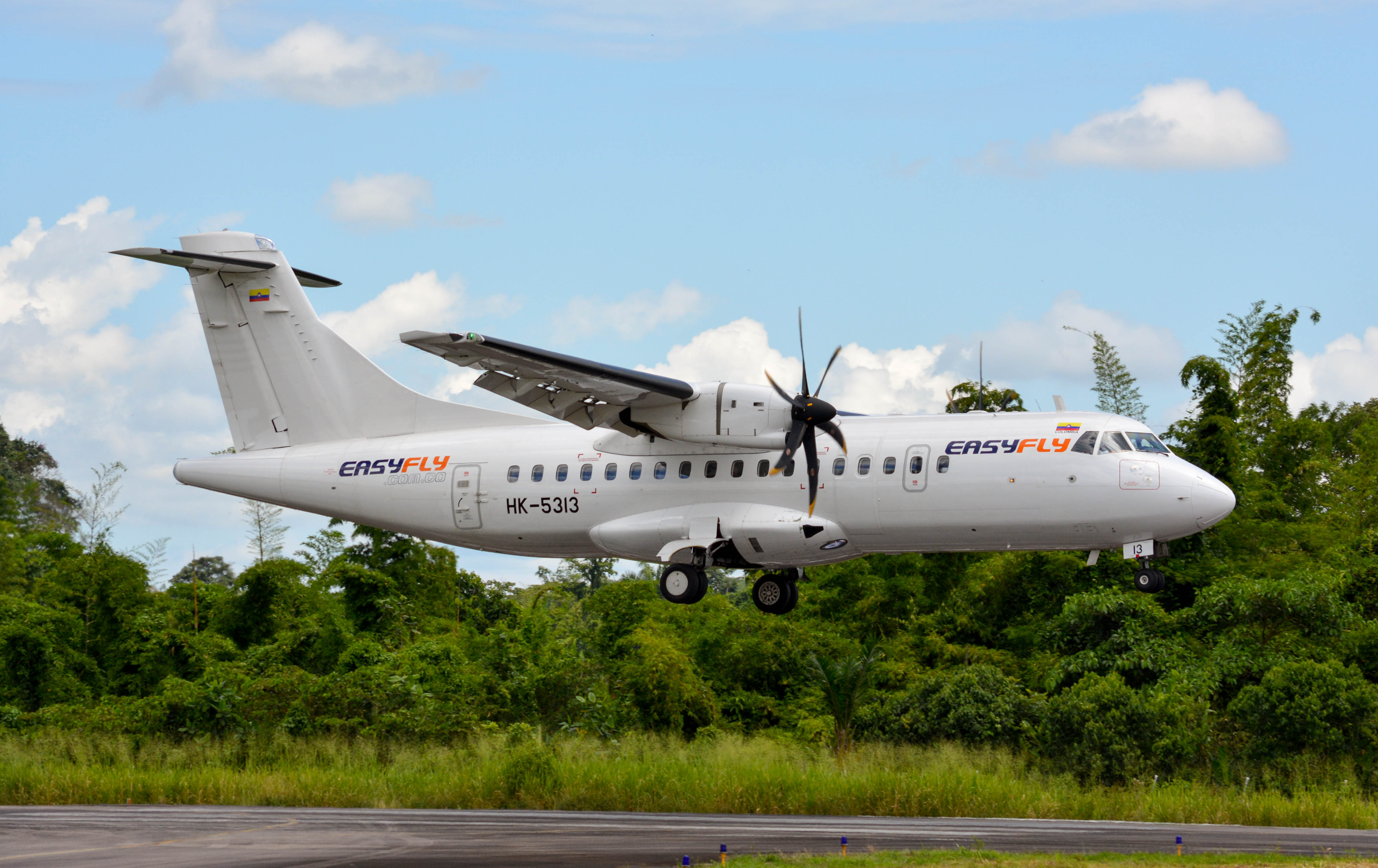
Un ATR 42-600 d'EasyFly

La flotte EasyFly se compose des appareils suivants (en décembre 2020),:

### Ancienne flotte
Easyfly exploitait auparavant les avions suivants:

## Incidents et accidents
- Le 26 mars 2012, sur le vol EasyFly 8697, l'avion a présenté un déversement de fluide hydraulique pendant le vol. L'avion a atterri sans complications à l'aéroport international José María Córdoba. Les causes de l'incident font actuellement l'objet d'une enquête[5].